# Nizan-Gesse
Nizan-Gesse är en kommun i departementet Haute-Garonne i regionen Occitanien i södra Frankrike. Kommunen ligger i kantonen Boulogne-sur-Gesse som tillhör arrondissementet Saint-Gaudens. År 2022 hade Nizan-Gesse 100 invånare.

## Befolkningsutveckling
Antalet invånare i kommunen Nizan-Gesse
Referens:INSEE